# Nüschenstock
Nüschenstock är en bergstopp i Schweiz.   Den ligger i kantonen Glarus, i den östra delen av landet, 120 km öster om huvudstaden Bern. Toppen på Nüschenstock är 2 893 meter över havet, eller 291 meter över den omgivande terrängen. Bredden vid basen är 1,9 km.
Terrängen runt Nüschenstock är huvudsakligen mycket bergig. Närmaste större samhälle är Glarus, 19,5 km norr om Nüschenstock. 
Trakten runt Nüschenstock består i huvudsak av gräsmarker. Runt Nüschenstock är det glesbefolkat, med 11 invånare per kvadratkilometer.